# Hymedesmia nummulus
Hymedesmia nummulus är en svampdjursart som beskrevs av William Lundbeck 1910. Hymedesmia nummulus ingår i släktet Hymedesmia och familjen Hymedesmiidae. Inga underarter finns listade i Catalogue of Life.